# Kabala (Sierra Leone)
Kabala è un centro abitato della Sierra Leone, situato nella Provincia del Nord e in particolare nel Distretto di Koinadugu, del quale è il capoluogo.